# Araucacis melanthes
Araucacis melanthes är en stekelart som först beskrevs av Porter 1967.  Araucacis melanthes ingår i släktet Araucacis och familjen brokparasitsteklar. Inga underarter finns listade.